# Clément Marchand
Pour les articles homonymes, voir Marchand et Clément Marchand (homonymie).
Clément Marchand, né à Sainte-Geneviève-de-Batiscan le 13 septembre 1912, et mort à Trois-Rivières le 22 avril 2013 ,, est un écrivain, poète, journaliste, éditeur, imprimeur et mentor québécois. De 1932 à 1978, il est rédacteur, puis directeur du journal Le Bien Public. Aux éditions portant le même nom, il est éditeur et il publie environ trois cents titres issus de grands écrivains et poètes, dont Saint-Denys Garneau, l’abbé Albert Tessier, Félix Leclerc, Gérald Godin, Alphonse Piché. Il collabore aussi à plus d’une trentaine de revues et journaux, soit comme journaliste soit comme poète.
« … Clément Marchand est le seul Québécois à avoir gagné le prestigieux prix littéraire Athanase-David (Prix du Québec) à la fois en poésie et en roman» soit en 1939 et en 1942 respectivement pour Les Soirs rouges et Courriers des villages.

## Biographie

### 1912 à 1933
Clément Marchand naît à Sainte-Geneviève-de-Batiscan le 13 septembre 1912. Il est le fils du cultivateur Pierre Marchand (1875-1915) et de Poméla Dessureau (1886-1920). Au décès de sa mère, il devient orphelin à l’âge de 7 ans (dixit Clément Marchand). Sa famille l’envoie comme pensionnaire au jardin d’enfance de Trois-Rivières où il est chouchouté par les Filles de Jésus. Il passe ses vacances estivales sur la ferme de son parrain, le frère de sa mère, Arthur Dessureau à Sainte-Geneviève-de-Batiscan où il travaille dur. Il apprend la vie sur une terre, le fonctionnement d’une ferme et vers l’âge de 12 ans, il découvre l’écriture et il écrit pour « pour faire plaisir à mon imaginatif». Ce travail terrien lui inspira des écrits plus tard.
En 1924, toujours comme pensionnaire, il entre au Séminaire Saint-Joseph de Trois-Rivières, pour entreprendre des études dites « classique ». Marchand se crée au séminaire une nouvelle famille avant d’entrer dans celle de la littérature.
Dès septembre 1929, il compose des poèmes qu’il envoie dans différents journaux et revues. Il publie alors des poèmes dans Le Bien Public de Trois-Rivières, dont La Croix du Mur, Le Réveil et La rentrée symbolique. Le 21 novembre 1929, Le Devoir publie un poème de Clément Marchand, dans la section « La Page Féminine (sic) » : Première neige alors qu’il n’a que dix-sept ans. En décembre de la même année, il remporte la première mention au concours de contes de Noël du quotidien Le Nouvelliste avec son texte en vers Le Noël du petit pauvre, ce qui démontre son talent comme poète bien qu’il soit encore très jeune.
Mgr Albert Tessier remarque le poème d'allure fort pessimiste de Clément Marchand paru dans Le Devoir  et il entre en contact avec le jeune écrivain. Une amitié se développe entre eux et elle durera des années, amitié qui aidera Marchand dans ses débuts et même après.
Ce dernier devient alors le protégé de l’abbé Tessier. Pendant environ trois ans, il fait du travail de secrétariat pour l’abbé Tessier en échange de quoi, il étudie gratuitement (p. 89). L’abbé Tessier l’initie à la lecture et met à la disposition de Marchand sa bibliothèque ainsi que celle « du « conclave » attenant aux appartements de la préfecture». En 1930, l’abbé Tessier le met en contact avec des cercles restreints d’auteurs québécois (p. 90). Parmi eux, Alfred DesRochers, Germaine Guèvremont et « le prince des poètes des années 20 » Nérée Beauchemin»; ce dernier, quelques mois avant sa mort, devient le premier mentor de Marchand et il annote et corrige quelques poèmes. Quant à Alfred DesRochers (le père de Clémence prénommée ainsi en l’honneur de Clément Marchand), il prodigue des conseils au jeune étudiant du séminaire qui lui soumet ses premiers vers ; ils auront une correspondance qui durera de 1931 à 1949 et dans ces lettres, tous deux échangent leur pensée sur la poésie.
En mai 1930, son texte en prose Jean de Brébeuf remporte le deuxième prix du concours Sir Walter Parker, concours destiné aux élèves de tous les collèges de la province, alors que Marchand est en Rhétorique et qu’il a tout juste 17 ans. Le mois suivant, il remporte le deuxième prix du concours du prix Casgrain fondé par Mme T. Chase Casgrain pour l’encouragement à l’étude de l’histoire, le sujet traité : la guerre d’indépendance américaine avec le Canada.
Toujours en 1930, il devient journaliste, commence à s’intéresser à l’édition (p. 91)et il continue à publier de nombreux poèmes et textes dans différents journaux et revues, dont Le pèlerinage à vieux « bien »  (conte) dans Le Bien Public (24 avril 1930), Les Gestes (poésie) dans Le Droit (janvier 1930) et dans le Courrier de St-Hyacinthe (septembre 1930). Il poursuit sur sa lancée et publie plusieurs poèmes en 1931 : Entrons dans Le Devoir (mai 1931), Les Javeleurs (août 1931), Sonnet/Le Geste de la Croix (novembre 1931) et Proses de Noël : Sonnerie (décembre 1931) dans Le Nouvelliste.
À partir de 1931, Clément Marchand a droit aux avis de grands noms dont Albert Pelletier alors que ce dernier est directeur de la revue littéraire Les Idées (p. 93). Il participe aussi à une série de réunions littéraires chez les Pelletier, où il rencontre d’autres écrivains comme Roger Brien, Olivar Asselin, Émile Coderre (Jean Narrache), Françoise Gaudet, Claude-Henri Grignon (Valdombre), Jacques Ferron, etc. Il est aussi en contact avec l’écrivain et journaliste Raymond Douville qui le présente à des écrivains anticonformistes, dont Robert LaPalme. En 1932, Clément Marchand participe au concours littéraire du journal Le Bien Public. Son poème, Le Geste de la Croix remporte le premier prix (section moins de vingt ans) et il paraît en trois parties dans cet hebdomadaire,. Puis, avec les deux autres textes primés de ce concours — ceux de Noël Gosselin et de François Hertel —, son texte est publié dans le recueil Bas-Reliefs.
En juin 1932, il obtient son baccalauréat ès arts du Séminaire Saint-Joseph. Clément Marchand est le seul finissant à se destiner à une carrière en journalisme. Dès sa sortie du séminaire, il est engagé à l’hebdomadaire Le Bien Public, « pour mettre un peu de fantaisie dans le journal». En août 1932, il y lance une page littéraire où il signe une chronique et fait la critique de livres, la plupart du temps, des livres de ses amis en leur donnant un soutien indéfectible (p. 100). Comme il est déjà bien connu de plusieurs écrivains, il obtient leur participation à cette page. En novembre 1932, son talent de poète continue à se concrétiser : les poèmes de Marchand sont lus à L’heure de poésie et de musique canadiennes, lors de la Semaine du Livre de l’Association des Auteurs canadiens. Même s’il est journaliste, il continue à publier des poèmes dans différents journaux et revues, dont Le Droit, le 23 mars 1933, avec le poème Vieillards. En juin 1933, s’étant signalé à l’attention des auteurs, il apparaît dans la troisième édition de L’Anthologie des Poètes Canadiens, rédigée d’abord par Jules Fournier et Oliva Asselin en 1920 et revisée par M. Asselin et la veuve de M. Fournier. Toujours le même mois, il assume la partie « Vie littéraire » de l’Almanach trifluvien paru sous la direction de M.C.A. St-Arnault.

### 1933 à 1980
Le 31 août 1933, Le Bien Public paraît pour la dernière fois comme propriété de la Corporation épiscopale et Clément Marchand — qui a vingt ans — avec Raymond Douville devient le nouveau propriétaire de cet hebdomadaire. En septembre paraît leur premier numéro du Bien Public dans un format plus petit, mais avec une nouvelle facture. À la une, les nouveaux directeurs déclarent : « Le Bien Public conservera la même orientation. Libre de toute attache financière et politique, catholique avant tout, propre et sain, il s’emploiera à réaliser le programme tracé, il y a 25 ans, par son fondateur, S. E. Mgr F.-X, Cloutier. Ils y greffent éventuellement une maison d’édition réputée "Les Éditions du Bien Public"  qui est sous la direction de l’abbé Tessier de 1932-1939. En 1934, une délégation de cinq écrivains de l’Académie française est de passage à Trois-Rivières». M. Franc-Nohain, directeur littéraire de L’Écho de Paris (le plus grand quotidien français de l'époque) qui fait partie de cette délégation… « lui offre d’aller travailler comme stagiaire à son journal ». Marchand a alors besoin de trois signatures pour pouvoir partir pour ce stage: il obtient l’appui d’Olivar Asselin, d’Albert Pelletier, mais l’abbé Tessier lui refuse son aide. Marchand reste alors à Trois-Rivières au Bien Public. Malgré son travail de plus en plus accaparant, il continue à publier des contes et des poèmes dans l’hebdomadaire L’Ordre d’Olivar Asselin, dont Le miracle de l’homme', L’ombre de la morte, Courrier des villages-I, Courrier des villages-II, etc. Il publiera ainsi une quinzaine de textes ou poèmes dans ce journal jusqu’en 1935. À cette époque, il continue à participer à des soirées littéraires et il en organise même.
Il épouse, le 14 septembre 1935, Georgette Huppé, une célèbre cantatrice des années trente qui a donné des concerts sur scène et à la radio. Ils auront ensemble deux fils : Pierre (1944) et Roger (1937-1976). À la suite de son mariage, les rencontres littéraires se raréfient, trop pris qu’est Marchand par son travail et sa nouvelle vie (p. 118).
Un moment important pour lui comme écrivain c’est la parution en 1936 d’un conte de Noël dans la revue Candide à Paris,, dans cette revue renommée où le célèbre écrivain François Mauriac publie la même année « Le rang ». En 1937, paraissent des extraits de contes champêtres de Marchand, Courriers des villages, dans le premier numéro de Oeuvres d'aujourd’hui. En mai de la même année, Marchand et Douville acquièrent « les droits de publication de la revue-magazine Le Mauricien». Cette revue mensuelle, regroupe peintres, photographes et écrivains. Et Marchand y assume tout : rédacteur en chef, correction d’épreuves, administration, etc. Une fois de plus, il sollicite ses amis pour collaborer à cette nouvelle aventure. La revue, en avril 1939, change de nom pour devenir Horizons, mais trop coûteuse, elle disparaît en décembre de la même année. Pendant sa courte vie, la revue a eu plus de cent quarante collaborateurs (p. 132), dont la jeune Anne Hébert et Germaine Guèvremont.
Bien qu’il soit grandement occupé, il fonde avec son collègue Raymond Douville l’hebdomadaire l’Écho de La Tuque et du Haut St-Maurice et le premier numéro paraît début février 1938, et, dès novembre 1938, Raymond Douville et Clément Marchand deviennent propriétaire de l’imprimerie du Bien Public qui assume l’impression du journal Le Bien Public ainsi que de celle des livres publiés aux Éditions du Bien Public (p. 131).
Le 26 septembre 1939, son manuscrit Les soirs rouges reçoit l’importante récompense littéraire du Québec, le prix Athanase-David,, du jamais vu pour un manuscrit. Ce recueil de poèmes — presque toutes les pages en ont été écrites entre 1930 et 1939  — ne sera publié qu’en 1947. Ce recueil a fait marque par le fait qu’il est le premier à amener la poésie en ville, à créer une forme de poésie urbaine. Marchand poursuit son travail au journal, à la maison d’édition et à l’imprimerie. À la suite de la parution de son livre Courriers des villages (1940-1941), il reçoit le 29 septembre 1942, le premier prix du Prix David 1942, section littérature française pour cette publication.
Petit à petit, Marchand délaisse l’écriture pour s’occuper de celle des autres. Il doit aussi mettre de côté sa correspondance. Toutefois, en 1944, un de ses poèmes inédits Autour du Flambeau est chanté lors de la cérémonie au monument du Flambeau à Trois-Rivières. Finalement, c’est en 1947 que son recueil de poèmes intitulé Soirs rouges paraît aux Éditions du Bien Public.
Grâce à son talent et son implication au niveau de la littérature, le 15 février 1948, il est reçu à la Société Royale du Canada. En juin de la même année, il publie Nérée Beauchemin l’homme et l’oeuvre, Nérée Beauchemin qui, dans les débuts d’écrivain de Marchand, corrigeait ses poèmes.
Dans les années 50, l’abbé Albert Tessier retourne aux Éditions du Bien Public comme directeur de collection et au cours de cette décennie, la publication poétique connaît un essor remarquable, ce qui rend bien service à Marchand (p. 258). En 1959, Marchand se retrouve seul à la direction du journal, des Éditions du Bien Public ainsi que de l’imprimerie à la suite des départs de l’abbé Tessier et de Raymond Douville. Malgré cela, ces entreprises continuent de progresser.
Dans les années 60, Clément Marchand s’implique davantage dans les organismes locaux : Cercle des amitiés francophones de la Mauricie, marguillier de la paroisse St-Jean-de-Brébeuf, Société St-Jean-Baptiste pour la poésie, etc. Il réussit un grand coup en publiant et éditant les trois premières œuvres de Gérald Godin : Chansons très naïves (1960), Poèmes et cantos  (1962) et Nouveaux poèmes, (1963). « Selon Maude Roux-Pratte, qui a consacré sa thèse de doctorat à ce journal, Marchand va bonifier la publication avec une relève de poètes jusqu’à la fermeture officielle du périodique en décembre 1978, tout en conservant la clientèle traditionnelle du journal, soit les historiens amateurs et les clercs». Pendant cette période, il peut toujours compter sur son vaste réseau d’amis écrivains et journalistes. En plus, son amour légendaire pour les livres attire de nouveaux jeunes auteurs et il agit souvent comme éditeur pour plusieurs auteurs, dont Denis Vaugeois, Gaston Bellemare, etc.
En 1973, à l’occasion de l’Année internationale du livre proclamée par l’UNESCO, Marchand reçoit une nouvelle confirmation de son talent : la Bibliothèque nationale du Québec met en place une exposition itinérante sur l’histoire du livre québécoise, et les Éditions du Bien Public ainsi que les Courriers des villages de Clément Marchand y sont présents.
Poursuivant son engagement au niveau de la littérature, le 12 mars 1976, Clément Marchand avec d’autres écrivains, crée la section trifluvienne de la Société des écrivains canadiens (S.É.C.) qui deviendra en 1978 la Société des écrivains de la Mauricie. Il en est nommé président d’honneur. En octobre de la même année, Clément Marchand est lourdement touché dans sa vie privée : son fils aîné, Roger, décède.
Le 26 octobre 1978, un nouvel honneur lui échoit : il est nommé président du Comité consultatif du livre, par le ministre des Affaires culturelles du Québec Denis Vaugeois. Toujours en 1978, il vend l’ensemble du Bien Public c’est-à-dire « l'entreprise de presse, d'édition et d'impression à Claude Létourneau, un ancien employé de l'imprimerie trifluvienne(p. 304) et le journal Le Bien Public paraît pour la dernière fois le 22 décembre 1978. Jusqu’en 1980, Clément Marchand continue comme directeur littéraire aux  Éditions du Bien Public, mais, après le deuil de son épouse en décembre 1979, il quitte définitivement le travail.

### 1980 à 2012
Bien que retiré du monde du travail, il n’est pas oublié pour autant. En effet, le 22 juin 1981, il reçoit le Grand Prix littéraire de la Société Saint-Jean-Baptiste de la Mauricie et en 1984, il est élu membre d’honneur de l’UNEQ (Union des écrivaines et des écrivains québécois) en même temps que Félix Leclerc.
Tout au cours des années qui suivent, il continue à s’intéresser à l’actualité, à écrire sans toutefois publier. Toutefois, en janvier 1985, Clément Marchand écrit une dizaine de textes pour la radio FM de Radio-Canada : Préface pour la radio. Éloge de l’évidence et Journal intime en sont quelques-uns.
Puis, les honneurs continuent à pleuvoir : Prix littéraire de Trois-Rivières (1985), prix de l'Ordre des hebdos (1985), soirée hommage Autour de Clément Marchand (1987), élu membre de l'Académie des lettres du Québec (1990), soirée hommage au Festival international de la poésie de Trois-Rivières (1991), hommage rendu lors Le Festival national du livre (1993), nommé Chevalier de l’Ordre national du Québec (2000), etc.
En avril 2001, bien qu’il soit âgé de quatre-vingt-onze ans, il publie Notules aux Éditions Cobalt.
Pour souligner son travail remarquable au niveau de la littérature québécoise (écriture, édition, impression), en 2002, le prix du Concours littéraire de la Société des Écrivains de la Mauricie (SEM) prend le nom de Prix Clément-Marchand.
Il décède le 13 septembre 2012, à l’âge de cent ans, et en octobre de l’année suivante, sa mémoire ainsi que celle de Yves Boisvert est honorée au 29e Festival international de la Poésie (FIP).

## En résumé
Clément Marchand, entre 1929 et 1960, a publié plusieurs de ses textes ou poèmes inédits dans une trentaine de journaux et revues, dont Les Écrits du Canada français, Le Droit, Le Devoir, Le Nouvelliste, L'Action nationale, Le Jour, L’Ordre, Les Idées, etc. (Voir une liste plus longue ci-dessous). Pendant plus d’une trentaine d’années, il a édité ou publié les livres d’écrivains célèbres dont Alphonse Piché, Yves Préfontaine, Gérald Godin, Jacques Ferron, Marie Lefranc, Félix Leclerc, Saint-Denys Garneau, abbé Albert Tessier, Yves Boisvert, Bernard Pozier, etc.
Sous son règne, l’entreprise Bien Public aura progressé pendant des décennies, mais aura décliné dans les dernières années faute d’argent.

## Œuvre

### Recueils de contes ou nouvelles
- 1940 : Courriers des villages, Clément Marchand, illustrations de Rodolphe Duguay, Trois-Rivières : Éditions du Bien Public, 1940, 214 p. : ill. ; 20 cm ; note(s) : plusieurs réimpressions (1941, 1942, etc.), prix David 1942.

### Poésie
- 1933 : Bas-reliefs, Clément Marchand, François Hertel et Noël Gosselin, Trois-Rivières : Éditions du Bien Public, Pages trifluviennes. Série C ; no 1, 1933, 44 p., 25 cm, note(s) : Marchand y publie  Le Geste de la Croix, texte en 12 sonnets.
- 1947 : Les Soirs rouges, Clément Marchand, Trois-Rivières : Éditions du Bien Public, 1947, 183 p. ; 20 cm, note(s) : première éd., plusieurs réimpressions (1986, 2000), prix David 1939  (ISBN 2-89419-166-9) (br.).
- 2001 : Notules, Clément Marchand, Cap-de-la-Madeleine : Éditions Cobalt, (Collection Explosante fixe ; 1), 2001, 1 dépl. ([14] p.) ; 11 cm, note(s) : éd. limitée à 100 ex.  (ISBN 2-922877-02-7).

### Autres publications
- 1950 : Nérée Beauchemin / textes choisis et présentés par Clément Marchand, Trois-Rivières : Éditions du Bien Public ; 1950, 211pages, note(s) : plusieurs réimpressions (1957, 1964, 2000).
- 1953 : Québec: dix lithographies d'Eugène Klimoff, textes de Clément Marchand, Québec: Éditions "Olir", 1953[67].
- 1983 : Le Choix de Clément Marchand dans l'oeuvre de Clément Marchand, Clément Marchand, Charlesbourg : Presses laurentiennes, Collection Le Choix de... Série A, 1983, 77 p. ; 19 cm ; note(s) : quelques récits des Courriers des villages, des poèmes des Soirs rouges et des notations inédites  (ISBN 2890150321) (br.)[68].
- 2000 : Patrie intime et autres poèmes, Nérée Beauchemin, choix et présentation de Clément Marchand, Montréal : Les Herbes rouges, 2000, 108 p., 1 port., 21 cm.

### Œuvres traduites
- 1978 : The Gift of Life / Le don de la vie, Sarah Larkin, adapté de l'anglais par Clément Marchand, Trois-Rivières : Édition du Bien Public, 1978, 95 p., 21 cm, note(s) : BAC : texte en anglais, en regard du texte français.
- 1989 : Anthologie de la poésie québécoise, Zhou Haizhen, Trois-Rivières : Éditions du Zéphir inc., 1989, 127 pages ; 22 cm ; note(s) : textes français et traduction chinoise en regard de plusieurs auteurs, dont Gatien Lapointe, Gaston Miron, Clément Marchand, etc.
- 1992 : Vanishing villages tales from the countryside, Clément Marchand traduit par David Homel, Montréal : Guernica, 1992, 233 p. ; 19 cm ; note(s): traduction de Courriers des villages  (ISBN 092071773X) (br.).

### Préfaces, présentations, postface
Liste non exhaustive.
- 1941 : Campanules, Millicent ; préface de Clément Marchand ; Trois-Rivières : Éditions du Bien Public, 1941, 72 p. : ill., portr. ; 22 cm note(s) : réédition en 1950.
- 1946 : Ballades de la petite extrace, Alphonse Piché, préface de Clément Marchand, dessins d’Aline Piché, Montréal, Fernand Pilon, 1946, 99 p.
- 1950 : Choix de poésie de Nérée Beauchemin, préface de Clément Marchand, Trois-Rivières : Éditions du Bien Public, 1950, 211 p. : 20 cm. ; note(s) : achevé le 22/10/1957.
- 1950 : Nouvelle vie illustrée du bon père Frédéric, P. Onésime Lamontagne, avant-propos de Clément Marchand ; Trois-Rivières : Éditions du Bien Public, 1941, 122 p., 22 cm.
- 1980 : Yamachiche et son histoire, J. Alide Pellerin, préface de Clément Marchand ; Trois-Rivières : Éditions du Bien Public, 1980, cartes, fac-sim., plans, portr. ; 25 cm, 785 p.
- 1983 : Éloge de l'homme inutile, Alexis Klimoff ; présentation par Clément Marchand, Québec : Éditions du Beffroi, 1983, 93 p. : 19 cm  (ISBN 2920449001) (br.).
- 1986 : La mort aurorale, (poème et prose), Marc Gariépy, postface Clément Marchand, éditions du Bien Public Trois-Rivières, 145 p.
- Etc.

### Disques
- 2013 : On m'a dit que les roses : pour voix de baryton, texte de Clément Marchand, interprète Jean Chatillon, Montréal : Bibliothèque et Archives nationales du Québec, 2013, 1 disque optique ; 12 cm, note(s) : reprod. de: [Québec (Province) : s.n., 1988 ?]. 1 partition (7 p.). Titre de la couv. En tête du titre: Mélodies choisies. Composée en 1986-1988, pour baryton et instrument à clavier.
- 2013 : Toussaint : pour voix de baryton, texte de Clément Marchand, interprète Jean Chatillon, Montréal : Bibliothèque et Archives nationales du Québec, 2013, 1 disque optique ; 12 cm, note(s) : reprod. de: [Québec (Province) : s.n., 1988 ?]. 1 partition (6 p.). Titre de la couv. En tête du titre: Mélodies choisies. Composée en 1988.

## Liste des périodiques auxquels Clément Marchand a collaboré

### Québec
Liste tirée, entre autres, de BAC (Bibliothèque et Archives du Canada), BANQ (Bibliothèque et Archives nationales du Québec), ILE (Infocentre littéraire des écrivains québécois) et de journaux consultés.
- Amérique française
- Estuaire
- Gants du ciel
- Horizons
- L’Ordre
- La Renaissance
- La Revue moderne
- La Revue populaire
- L'Action nationale
- Le Beffroi
- Le Bien Public
- Le courrier de St-Hyacinthe
- Le Devoir
- Le Droit
- Le Jour
- Le Mauricien
- Le Nouvelliste
- Le Soleil
- Les Écrits du Canada français

### Europe
- Candide (France)

## Honneurs
Liste non exhaustive.
- 1930 : 2e prix au concours Parker, avec son texte Jean de Brébeuf[69],[70],[71]
- 1932 : premier prix (moins de vingt ans), concours littéraire du Bien Public[16].
- 1939 : prix Athanase-David pour Les Soirs rouges (poésie)[21].
- 1942 : prix Athanase-David pour Courriers des villages', recueil de contes et nouvelles.
- 1944 : son poème inédit Autour du flambeau est chanté à la cérémonie au monument du Flambeau à Trois-Rivières.
- 1948 : reçu membre de la Société royale du Canada le 15 février 1948[72].
- 1973 : son recueil Courriers des villages fait partie de l’exposition itinérante de la Bibliothèque nationale du Québec lors de l’année internationale du Livre de l’UNESCO.
- 1974 : prix Benjamin-Sulte pour son travail de journaliste[21],[73].
- 1976 : président d’honneur de la Société des écrivains de la Mauricie[21].
- 1976 : reconnu comme un des dix grands travailleurs culturels par le Cégep de Trois-Rivières[74].
- 1978 : président du Comité consultatif du livre du Québec[75].
- 1981 : Grand prix littéraire de la Société Saint-Jean-Baptiste de la Mauricie[62]
- 1984 : membre de l'Ordre des francophones d'Amérique[21].
- 1984 : membre d’honneur de l’UNEQ (Union des écrivaines et écrivains québécois)[21].
- 1985 : décoré de l'Ordre des Hebdos régionaux[21].
- 1985 : prix littéraire de la Ville de Trois-Rivières nommé maintenant Prix de littérature Gérald-Godin.
- 1987 : une soirée-hommage est donnée Autour de Clément Marchand par le Centre francophone canadien du PEN international (poets, essayists, novelists)[76].
- 1990 : membre de l’Académie canadienne-française[77] (devenue l'Académie des lettres du Québec en 1992).
- 1990 : soirée hommage à Clément Marchand au Festival international de la poésie de Trois-Rivières[78].
- 1994 : honoré par sa municipalité natale Sainte-Geneviève-de-Batiscan, il reçoit la médaille des Pionniers, les armoiries de la ville, le titre de citoyen d’honneur[9].
- 1994 : la bibliothèque de Sainte-Geneviève-de-Batiscan prend le nom de bibliothèque Clément-Marchand[9].
- 1997 : Grand Prix de la culture Le Nouvelliste[8].
- 1999 : le bulletin Vrac de la Société des écrivaines et écrivains de la Mauricie est rebaptisé Soirs rouges en l’honneur du recueil de poèmes de Clément Marchand[8].
- 2000 : Chevalier de l'Ordre national du Québec[79].
- 2002 : le prix du Concours littéraire de la Société des écrivaines et écrivains de la Mauricie (SEM) prend le nom de prix Clément-Marchand[80].
- 2004 : l’Association nationale des éditeurs de livres rend hommage à Clément Marchand et le nomme membre honoraire de l'association[81].
- Etc.

### Honneurs posthumes
- 2013 : Prix de l'Université du Québec à Trois-Rivières[82]
- 2013-2014 : exposition itinérante : Hommage à Clément Marchand par l’équipe de l’Épigraphe de Joliette; une douzaine de tableaux lui rendant hommage et des photographies s’inspirant de sa poésie.
- Etc.